# Palmbach
Palmbach ist ein Stadtteil der baden-württembergischen Stadt Karlsruhe. Der Waldenserort Palmbach liegt am südöstlichen Rand des Stadtgebietes und wurde am 1. Januar 1975 zur Stadt Karlsruhe eingemeindet. Er liegt naturräumlich im nördlichen Schwarzwald, ist der am höchsten liegende Karlsruher Wohnort und gehört seit Januar 2021 zum Naturpark Schwarzwald Mitte/Nord.
Palmbach liegt direkt an der Autobahnausfahrt Karlsbad der A8 und zählt zu den Karlsruher Höhenstadtteilen, die in der Region „Bergdörfer“ genannt werden.

## Geschichte
28 Waldenser-Flüchtlingsfamilien kamen 1701 ins damals württembergische Grünwettersbach. Sie wurden wegen ihres reformierten Glaubens aus den Waldensertälern, im heutigen Piemont, vertrieben. Im Jahre 1702 gründeten sie auf 360 Morgen Land die Waldenserkolonie Palmbach. Der Ort erhielt anfangs den Namen La Balme, so wie der frühere Heimatort der Waldenser. 1725 erscheint der Ortsname „Palmbach“ zum ersten Mal im Trauregister. Im gleichen Jahr wurde die erste kleine Kirche im Ort errichtet. Zur gleichen Zeit zogen 12 Familien nach Preußen weiter und hinterließen 96 Einwohner.
Die Waldenser isolierten sich größtenteils von den Grünwettersbachern, unterhielten jedoch engen Kontakt zu den Waldenser-Siedlungen in Untermutschelbach und  Walldorf (heute Mörfelden-Walldorf) sowie den württembergischen Waldenserkolonien bei Mühlacker. Durch den Tausch- und Epurationsvertrag von 1806 wurde der Ort badisch. In Schule und Kirche wurde Deutsch als Amtssprache eingeführt.
Im 19. Jahrhundert nutzten viele der Bauern die industrialisierten Betriebe in der Umgebung zur Unterhaltssicherung. Zwischen 1830 und 1870 wanderten 84 der 300 Einwohner nach Nordamerika aus.
Am 1. Januar 1972 schloss sich Palmbach mit Grünwettersbach zur Gemeinde Wettersbach zusammen, um gemeinsam die Eingemeindung nach Karlsruhe zu verhindern, was aber nur bis zum 1. Januar 1975 gelang. Der Ort bekam bei der Eingemeindung nach Karlsruhe seinen früheren Ortsnamen zurück und hat heute rund 1950 Einwohner.

## Söhne und Töchter der Gemeinde
- Otto Lieb († 12. Februar 1968) Kunstflugpilot, Teilnehmer der Deutschen Kunstflugmeisterschaft, stürzte bei einem Trainingsflug in der Nähe vom Flugplatz Forchheim ab.
- Jerôme Gondorf (* 26. Juni 1988) Fußballspieler, der beim Karlsruher SC, FC Freiburg und Werder Bremen  unter Vertrag stand.
- Christian Ortag (* 14. Januar 1995) deutscher Fußballtorwart, der beim SSV Ulm 1846 unter Vertrag steht.

## Sehenswürdigkeiten
Der Skulpturenpark Wettersbach, der sich über die Stadtteile Palmbach und Grünwettersbach erstreckt, wurde im Jahre 2009 eröffnet. Im Sommer 2014 ist das Badische Schulmuseum Karlsruhe in die ehemalige Waldenserschule eingezogen. Dort ist auch das Wandgemälde Palmbacher Märchenwelt des bekannten deutschen Malers und Grafikers Hans Fischer-Schuppach aus dem Jahre 1929 zu besichtigen.
Der Waldenserweg mit dem Waldenserdenkmal Tor des Ankommens wurden 2015 eingeweiht. Es wurde von den Künstlern Barbara Jäger und OMI Riesterer entworfen und fand seinen Platz am neuen Waldenserplatz. Entlang des Waldenserweges erzählen 24 Schautafeln an 12 Plätzen die Geschichte rund um die historischen Stätten und Gebäude von Palmbach (wie der Waldenserkirche), sowie die Geschichte der Waldenser. Die Waldenserkirche ist täglich zur Besichtigung und zum Gebet geöffnet.

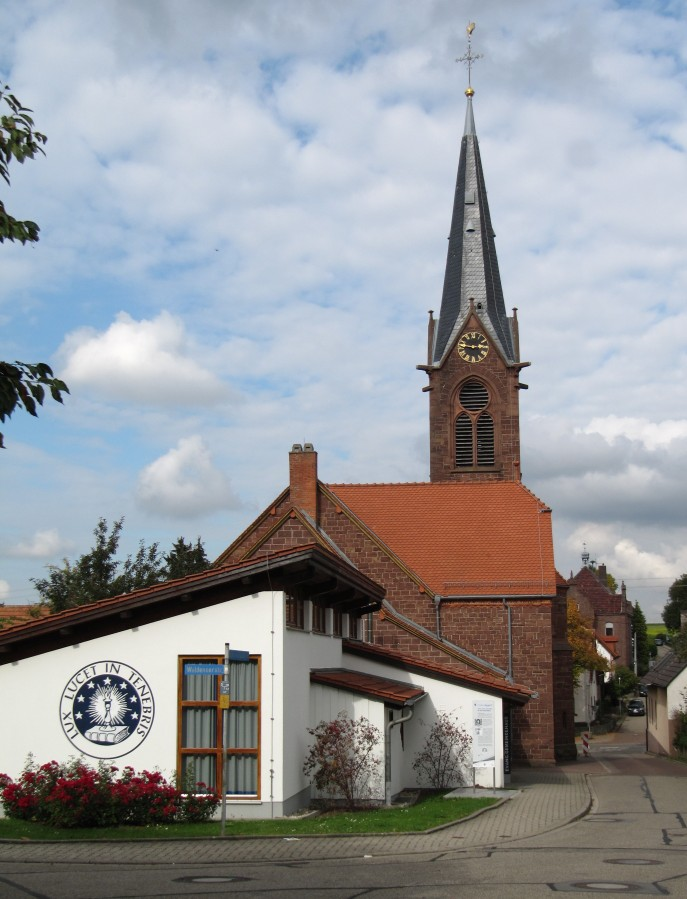
Gemeindehaus der evangelischen Waldenserkirche in Palmbach mit Wappen
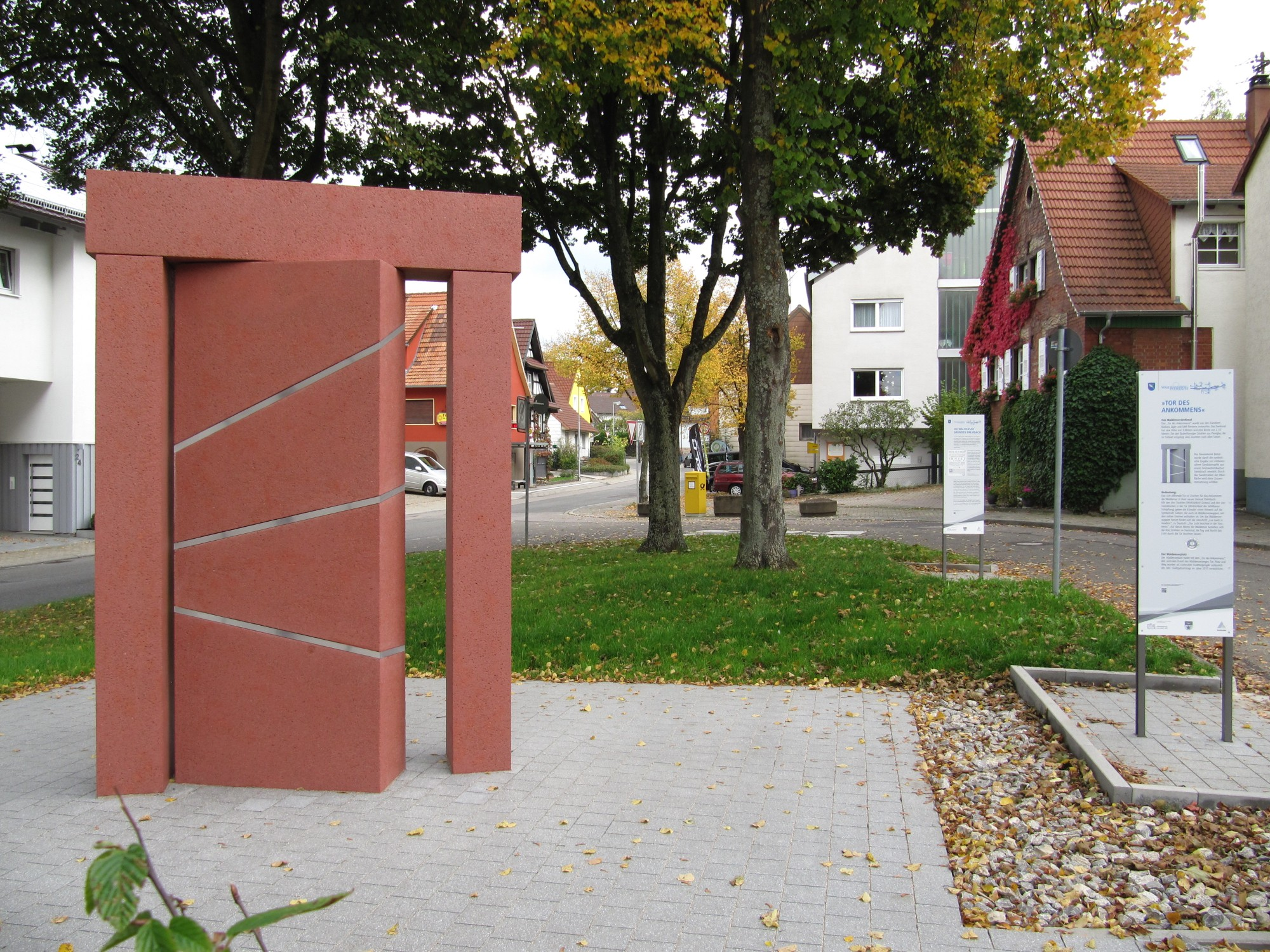
Stele und Hinweistafel am Waldenserplatz in Palmbach
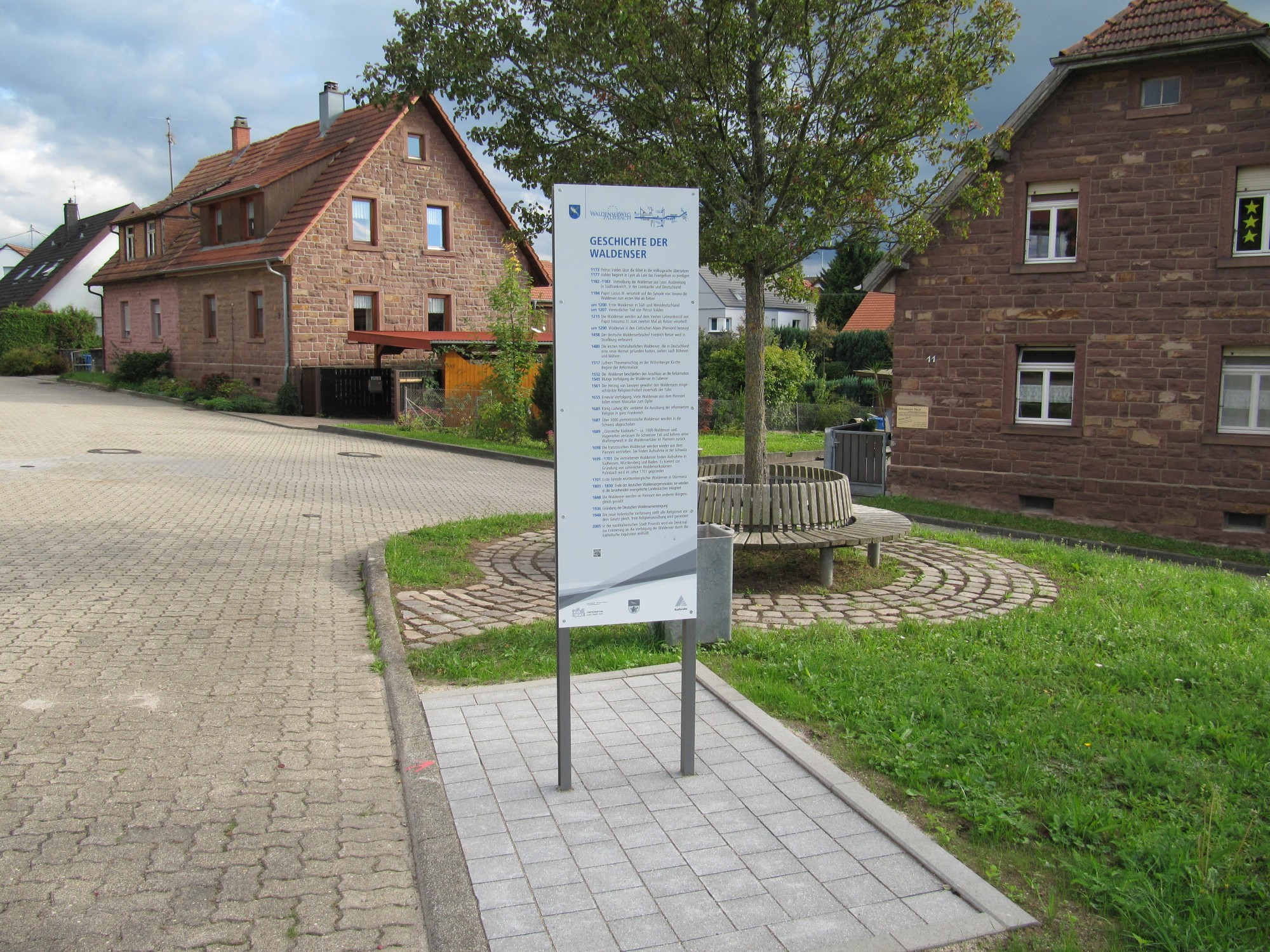
Stele am Waldenserweg in Palmbach
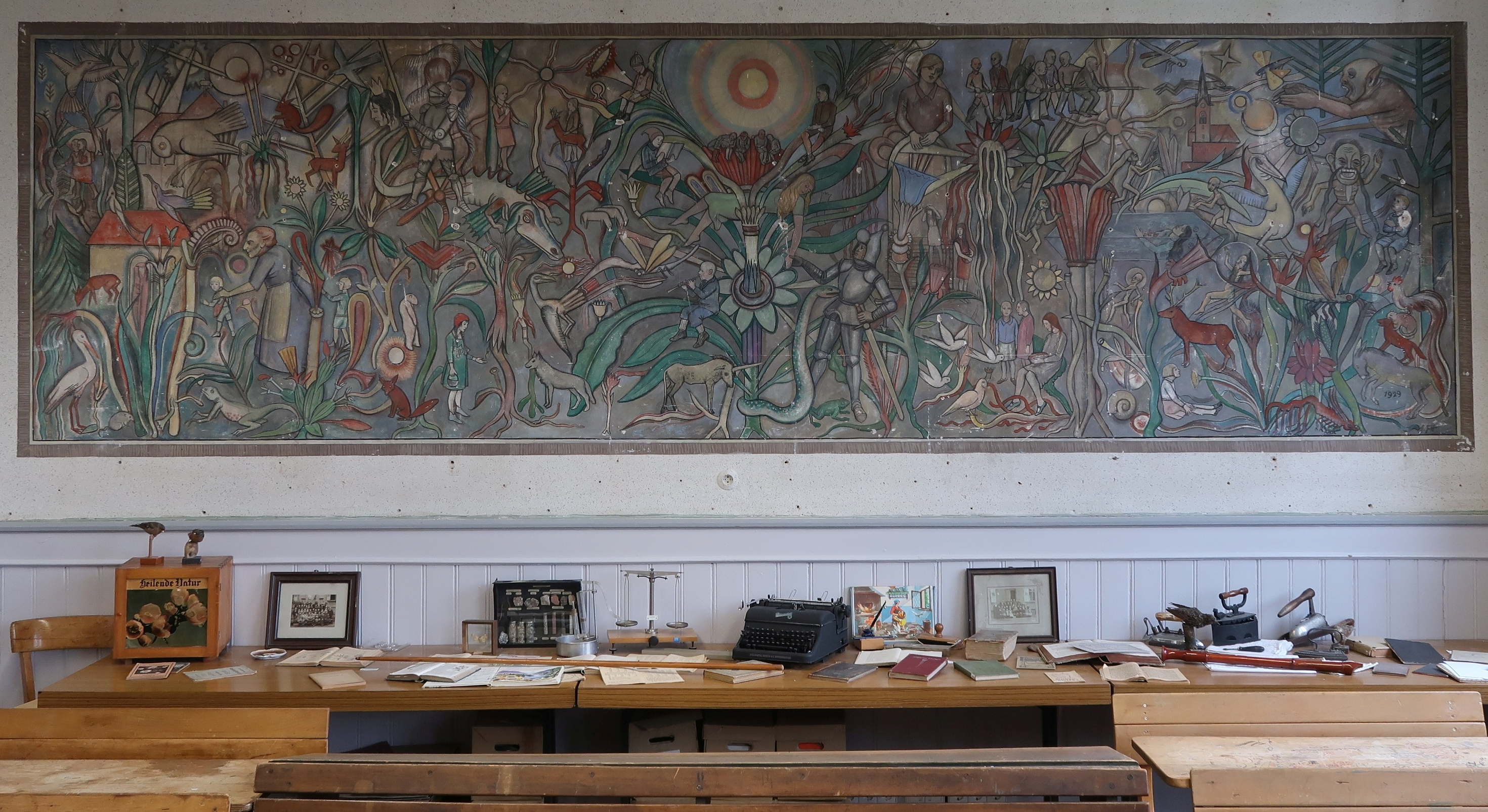
Wandgemälde (Schulwandbild) Palmbacher Märchenwelt von Hans Fischer-Schuppach im Badischen Schulmuseum.

## Öffentlicher Personennahverkehr
Palmbach ist an das Netz des Karlsruher Verkehrsverbundes (KVV) angeschlossen. Zur Hauptverkehrszeit besteht mit der Linie 47 eine Busverbindung im 10-Minuten-Takt zum Zündhütle (Straßenbahnhaltestelle) oder zum Hauptbahnhof. Außerdem gibt es mit der Buslinie 27 Verbindungen nach Durlach, den größten Karlsruher Stadtteil.
Von Montag bis Freitag gibt es seit Dezember 2018 eine neue Busverbindungen in den angrenzenden Landkreis Karlsruhe: Buslinie 158 von Durlach – Zündhütle über Palmbach nach Langensteinbach zum dortigen Langensteinbacher Bahnhof und weiter zum SRH-Klinikum. Außerdem fährt der Schulbus zum Schulzentrum Langensteinbach. Die Buslinie 47A geht mit einigen Fahrten nach Waldbronn-Ermlisgrund.
Am Wochenende wird mit der Nachtlinie NL3 eine durchgehende stündliche Nachtverbindung nach Karlsruhe angeboten.

## Bauplanung

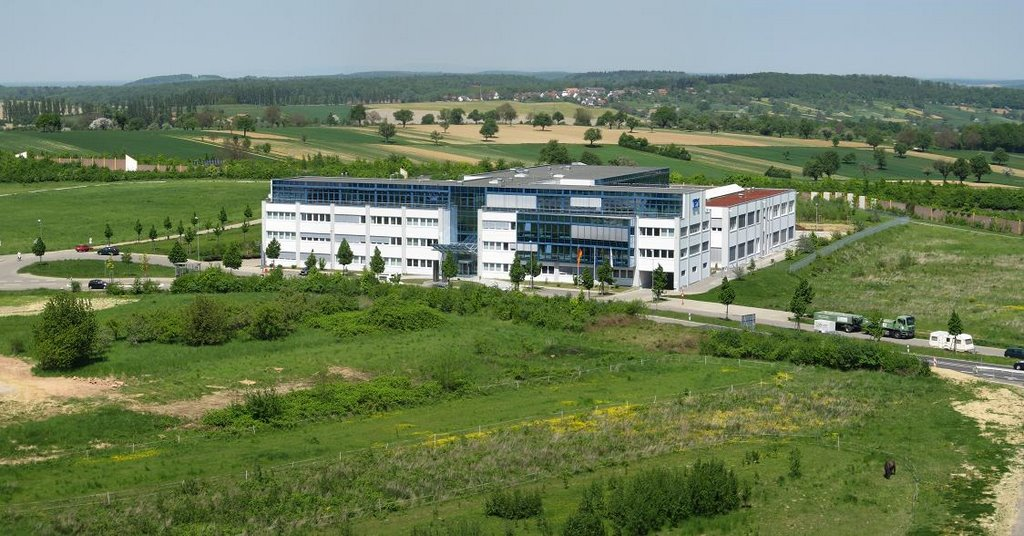
Physik Instrumente An der Ochsenstraße

Palmbach ist in den letzten Jahren durch neue Gewerbe- und Wohngebiete gewachsen. Am Ortseingang Palmbach entstand das neue Gewerbegebiet Winterrot, mit der Rudolf-Link-Straße. Dieses ist seit März 2008 bebaubar. Es liegt neben dem bestehenden Gewerbegebiet An der Ochsenstraße, das zum angrenzenden Stadtteil Stupferich gehört.
Auch am südlichen Rand von Palmbach entstand ein neues Wohngebiet. Als erster Bauabschnitt wurde in den Jahren 2009 bis 2015 das Wohnbaugebiet Ob den Gärten/Neufeld umgelegt und bebaut. Auf dem rund 5,5 Hektar großen Planungsgebiet entstehen in der Gustav-Meerwein-Straße und der Waldbronner Straße 85 Einzel-, Doppel- und Reihenhäuser mit rund 120 Wohneinheiten. Die meisten hiervon sind bereit gebaut. Der zweite Bauabschnitt soll in späteren Jahren verwirklicht werden.